# 獅子洋飛航
東莞市虎門龍威客運有限公司 (狮子洋飞航) 是东莞市虎门港澳客运有限公司于2007年10月1日推出的全新自主服务品牌，下属企业属东莞市交通投资集团有限公司，主要为珠三角地区广大旅客提供海、陆、空跨境客运服务。其公司位于东莞市虎门港澳客运码頭是东莞市唯一一家经营东莞至澳门(氹仔)和香港国际机场海上客运航线的公司。

## 歷史及背景
- 1982年6月24日，太平港客运口岸经国务院港口工作领导小组批准开通，并开始建设虎門港澳客運码头及其岸线设施。
- 1984年，東莞市虎門港澳客運有限公司成立。同年7月2日，第一艘高速客轮“流花湖”号于正式首航，恢复了中断20多年的太平至香港客运航线。
- 2003年9月29日，东莞虎门至香港国际机场航线开通，開啟了全球首创的“海空联运”的客运新理念。同年10月2日，旗下高速客轮取得“夜航”资格。
- 2004年5月，东莞市虎门港澳客运码头服务有限公司成立，提升“海空联运”質素。
- 2006年8月10日，位於虎門客運港的港澳客運碼頭正式啟用。
- 2007年10月1日，東莞市虎門港澳客運有限公司自主服务品牌“狮子洋飞航”成立。
- 由2008年起，狮子洋飞航的“海空联运”服務不斷提升，並開設東莞侯機樓進行海陸空無縫接駁，並與國泰航空和港龍航空合作開設上游值機服務。
- 2019年10月11日，虎门港澳客运码头至澳门氹仔客运码头的海上客运航线開通。[2]
- 2020年2月起，受2019年冠狀病毒病影響，往返澳门氹仔客运码头航線停運至2021年4月27日。同年3月25日起，往返香港國際機場海天客運碼頭暫停營運。[3]

- 2021年4月28日至6月6日，虎門港澳客運碼頭至澳門氹仔客運碼頭的海上客運航線恢復營運。[4] 初期只提供兩個航班，虎門往澳門氹仔開出時間為上午10時，澳門氹仔往虎門開出時間為下午3時。[5]
- 2021年6月7日起，受廣東疫情防控安排影響，虎門港澳客運碼頭至澳門氹仔客運碼頭的海上客運航線暫停營運。[6]
- 2023年1月15日，虎门港澳客运码头往返香港国际机场海天客運碼頭航線復運[7]。
- 2024年8月8日，虎門港澳客運碼頭往返珠海市萬山群島（桂山島、東澳島）航線開辦[8]。

## 虎門港澳客運碼頭
虎門港澳客運碼頭是獅子洋飛航的重要樞紐碼頭，同時是广东省最早开放的国家级一类客运口岸之一，於1984年7月開航，離境大堂侯船室只設有一間免稅店，通關通道有5條。入境大堂通關通道有6條。

## 服務航線、服務時間及班次

### 營運中的航線
- 東莞虎門 <=> 香港國際機場 (香港國際機場票務由珠江客運代理)

|                         |                         |
| 船期表 (停航前班次)     |                         |
| 東莞虎門 → 香港國際機場 | 香港國際機場 → 東莞虎門 |
| 08:00 / 12:00 / 16:30   | 10:00 / 14:30 / 18:30   |

### 暫停營運之航線
- 東莞虎門 <=> 澳門氹仔 (澳門票務由粵通船務代理)

|                     |                     |
| 船期表              |                     |
| 東莞虎門 → 澳門氹仔 | 澳門氹仔 → 東莞虎門 |
| 10:00               | 15:00               |

## 票價
| 赤鱲角(海天客運碼頭)→東莞(虎門港澳客運碼頭) |                |                |                |                |                |
| 尊豪舱（成人）                              | 尊豪舱（兒童） | 豪华舱（成人） | 豪华舱（兒童） | 经济舱（成人） | 经济舱（兒童） |
| $ 590                                       | $ 350          | $ 470          | $ 290          | $ 350          | $ 230          |
| 東莞(虎門港澳客運碼頭)→赤鱲角(海天客運碼頭) |                |                |                |                |                |
| 尊豪舱（成人）                              | 尊豪舱（兒童） | 豪华舱（成人） | 豪华舱（兒童） | 经济舱（成人） | 经济舱（兒童） |
| ￥550                                       | ￥330          | ￥450          | ￥280          | ￥350          | ￥230          |

2021年5月1日至7月31日澳門航線實施復航優惠票價，劃線為原價
| 澳门氹仔→東莞(虎門港澳客運碼頭) |                |                |                |                        |                |                |
| 尊豪舱（成人）                  | 尊豪舱（兒童） | 豪华舱（成人） | 豪华舱（兒童） | 经济舱（優惠成人來回） | 经济舱（成人） | 经济舱（兒童） |
| $ 450                           | $ 300          | $ 210 $ 350    | $ 132 $ 220    | ￥199                  | $ 138 $ 230    | $ 66 $ 110     |
| 東莞(虎門港澳客運碼頭)→澳门氹仔 |                |                |                |                        |                |                |
| 尊豪舱（成人）                  | 尊豪舱（兒童） | 豪华舱（成人） | 豪华舱（兒童） | 经济舱（優惠成人來回） | 经济舱（成人） | 经济舱（兒童） |
| ￥390                           | ￥280          | ￥186 ￥310    | ￥120 ￥200    | ￥ 199                 | ￥126 ￥210    | ￥ 60 ￥100    |

## 現役船隊
| 圖片 | 船名 (中文/英文)      | 船種                          | 出廠年份  | 總載客量(人) | 航速(節) | 詳細介紹 |
|      | 狮子洋7 Shi Zi Yang 7 | 廣东宏深船舶 40米鋁合金雙體船 | 2017年4月 | 199          | 30.5     | [ 11 ]   |
|      | 狮子洋8 SHI ZI YANG 8 | 廣东宏深船舶 40米鋁合金雙體船 | 2018年8月 | 200          | 31.5     | [ 12 ]   |
|      | 狮子洋9 SHI ZI YANG 9 | 廣东宏深船舶 40米鋁合金雙體船 |           | 200          | 31.5     |          |